# Силла, Хади
Хади Силла (фр. Khady Sylla; 27 марта 1963, Дакар — 8 октября 2013, там же) — сенегальская писательница, сценарист, режиссёр.
Обучалась в Высшей нормальной школе. Позже изучала философию в Университете Парижа. Занималась с неграмотными мигрантами, выходцами из Африки в Париже.
Преподавала немецкий язык в университете Дакара им. Шейха Анта Диопа (Cheikh Anta Diop University).

## Творчество
Со студенческих лет проявляла интерес к литературному творчеству. Позже стала одной из немногих африканских женщин-кинематографистов.
Автор романа «Le Jeu de la Mer» (1992, ISBN 2-7384-1563-6) и сценариев, к поставленным ею фильмов:
- An Open Window
- Les Bijoux-(короткометражный, 1997).
- Colobane Express (1999),
- Une fenêtre ouverte (короткометражный, 2005)
- Le Monologue de la muette (2008).

Фильм «Открытое окно» получил приз как лучший дебютный фильм на Международном фестивале документального кино в Марселе (FID), а фильм «Молчаливый монолог» — удостоен нескольких международных наград.